# Bettola
Bettola é uma comuna italiana da região da Emília-Romanha, província de Piacenza, com cerca de 3.195 habitantes. Estende-se por uma área de 122 km², tendo uma densidade populacional de 26 hab/km². Faz fronteira com Coli, Farini, Gropparello, Morfasso, Ponte dell'Olio, Travo, Vigolzone.

## Demografia
| Variação demográfica do município entre 1861 e 2011                               |
|                                                                                   |
| Fonte: Istituto Nazionale di Statistica (ISTAT) - Elaboração gráfica da Wikipedia |